# Palais Sanuti Bevilacqua Degli Ariosti
Le Palais Sanuti Bevilacqua Degli Ariosti est un palais Renaissance situé dans le centre historique de Bologne.

## Histoire et description
Il a été construit par Nicolò Sanuti, comte de Porretta, entre 1477 et 1482. Le bâtiment se caractérise extérieurement par l'absence de portique, élément assez récurrent dans les palais bolonais de l'époque, remplacé par les bossages  aux bords arrondis en pierre de taille de grès gris de Porretta, lesquels longent tout le rez-de-chaussée. Les étages supérieurs, eux, sont en brique. Le palais a des traits communs avec le plus célèbre Palazzo dei Diamanti de Ferrare. 
À l'intérieur, le palais possède une splendide cour ornée de décorations en terre cuite de Sperandio da Mantova et se caractérise par deux loggias dont les colonnes sont l'œuvre de Tommaso Filippo da Varignana. En 1547, le pape Paul III y fit déménager certaines sessions du Concile de Trente pendant deux ans. Au tournant du XXe siècle, le palais a été restauré par Alfonso Rubbiani et la frise qui orne la galerie supérieure a été rénovée par A. Casanova.

Photographies anciennes.
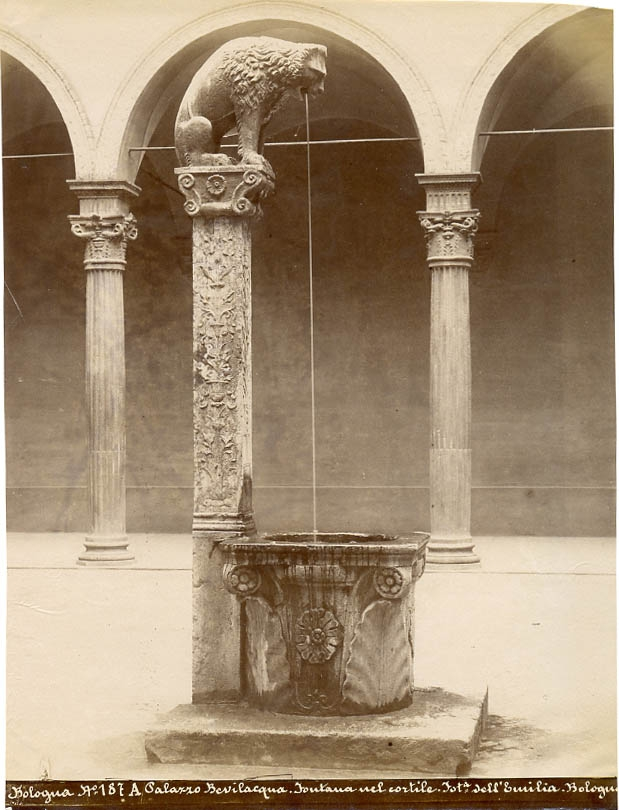
Fontaine dans la cour, photo historique de Pietro Poppi (1833-1914).
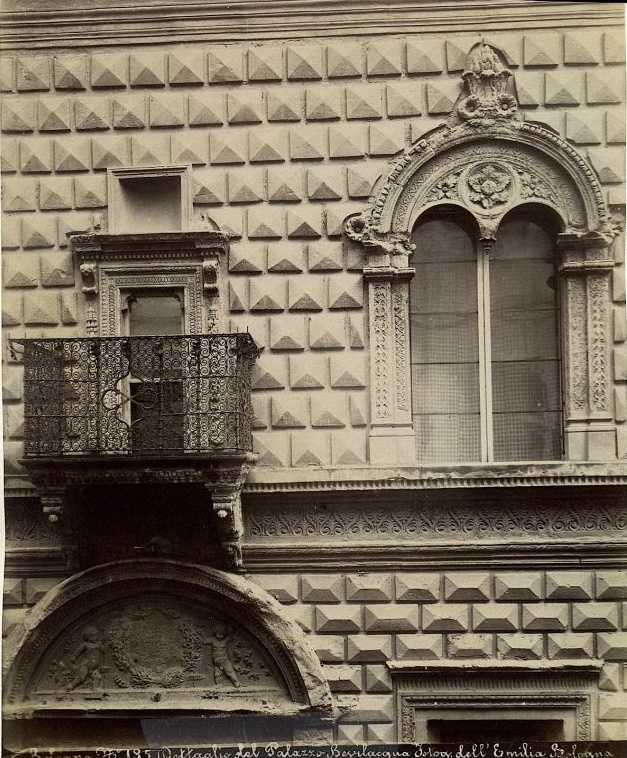
Détail de la façade, photo historique de Pietro Poppi (1833-1914).
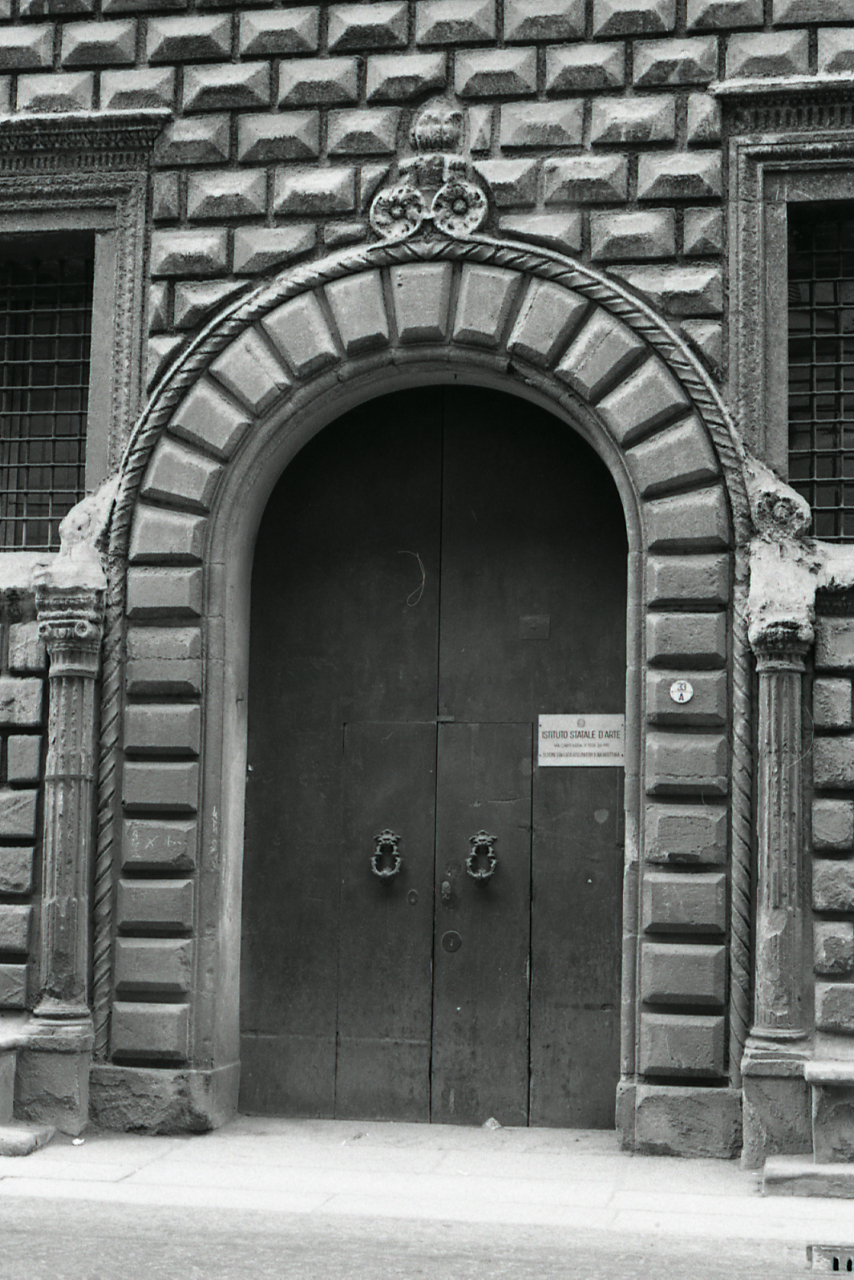
Détail du portail d'entrée, photo de Paolo Monti, 1969.